# Blériot VI
Il Blériot VI fu uno dei primi aerei francesi e fu costruito nel 1907 dal pioniere dell'aviazione Louis Blériot. L'aereo fu il primo aereo con una configurazione alare a tandem costruito da Blériot e segnò un passo avanti rispetto al precedente Blériot V nella serie di aerei sperimentali che culminerà nel Blériot XI, con cui Blériot effettuò la prima traversata in volo del canale della Manica.

## Storia del progetto
Decisi ad abbandonare la configurazione canard del Blériot V, Blériot e il suo capo ingegnere Louis Peyret, riproponendo soluzioni già intravviste nell'Aerodrome di Samuel Pierpont Langley, decisero di costruire una nuova macchina dotata di due coppie di ali in tandem.

## Tecnica
Nella sua versione iniziale, il velivolo, che era spinto da un singolo motore Antoinette V-8 da 24 hp (18 kW) raffreddato ad acqua e posto nella parte anteriore, aveva quindi due paia di ali identiche, attaccate con un pronunciato angolo di diedro ai longheroni nella parte bassa del telaio in legno della fusoliera, alle due estremità di quest'ultima. Ognuna delle ali della coppia anteriore era dotata di un piccolo equilibratore montato sulla punta, mentre nella parte posteriore della fusoliera, al di sopra e al di sotto di essa, erano state montate delle derive dotate di un piccolo timone incernierato al loro bordo posteriore. Il carrello era costituito da una coppia di ruote poste su montanti a V nella parte anteriore del velivolo e da una terza ruota montata leggermente dietro il punto medio della fusoliera.

## Impiego operativo
I primi tentativi di decollo furono fatti presso Issy-les-Moulineaux il 7 luglio del 1907, ma la macchina non riuscì ad alzarsi da terra. Blériot decise allora di allargare leggermente le ali e l'11 luglio il velivolo riuscì a sollevarsi fino a un'altezza di 2 m e ad effettuare un volo di circa 25-30 metri che Blériot dovette interrompere, atterrando, perché alcuni astanti si erano posti nella traiettoria. Sebbene il tutto sia stato rovinato da un lieve danneggiamento del carrello, questo fu il primo vero volo di Blériot ad avere successo. Nei giorni successivi si susseguirono tentativi riusciti e il 25 luglio egli riuscì a volare per ben 150 metri. Nel susseguirsi dei questi voli, Blériot effettuò una serie di modifiche al velivolo, installando ad esempio un sedile scorrevole, in modo da poter mantenere l'assetto longitudinale del velivolo spostandone il centro di gravità ed estese la superficie verticale della coda. Il 6 agosto il Blériot VI riuscì a raggiungere un'altezza di 12 metri ma una delle pale dell'elica, costruita in legno e acciaio, si staccò, costringendo il pilota ad effettuare un atterraggio di emergenza che danneggiò il velivolo.
Alla fine di agosto arrivò anche un nuovo motore, un Antoinette V-16 da 50 hp (37 kW), che Blériot riuscì a testare il 17 settembre su quello che ribattezzò Blériot VI bis. I test mostrarono un sorprendente miglioramento delle prestazioni, con il velivolo che raggiunse rapidamente l'altitudine di 25 m arrivando a volare per circa 185 metri. A quella quota però, il motore si è spense improvvisamente e l'aereo iniziò a precipitare avvitandosi. Blériot, che più tardi dichiarerà di essersi visto finito, riuscì a uscire dal posto di pilota e ad arrampicarsi sulla coda.  L'aereo uscì quindi parzialmente dalla picchiata e si schiantò al suolo in posizione più o meno orizzontale mentre Blériot ne uscì praticamente illeso salvo alcuni tagli alla faccia dovuti ai frammenti di vetro provenienti dai suoi occhiali rotti. Dati i seri danni riportati dalla macchina, Blériot ne abbandonò lo sviluppo, decidendo di concentrarsi sul suo successivo velivolo, il Blériot VII.
Tale evento fu testimoniato da una gran parte della comunità di aviatori francese, tra i quali vi erano Robert Esnault-Pelterie, Ferdinand Ferber, i fratelli Charles e Gabriel Voisin e la moglie dell'aviatore, Alice, andata per la prima volta ad assistere a un volo del marito. Fu proprio Esnault Pelterie a valutare la lunghezza del volo di Blériot, misurandola in 184 m. Ciò fece di esso il volo più lungo effettuato in Francia quell'anno e, benché il volo non avesse avuto testimoni ufficiali, per la sua impresa Blériot fu insignito di una speciale medaglia dall'Aero Club de France.